# Ciclismo ai Giochi della II Olimpiade - 25 chilometri
La gara ciclistica di 25 chilometri dietro allenatore, o di mezzofondo, della II Olimpiade si tenne il 15 settembre 1900.

## Risultati

### Finale
| Pos. | Atleta            | Tempo       |
| ---- | ----------------- | ----------- |
| 1    | Louis Bastien     | 25'36"2     |
| 2    | Louis Hildebrand  | 28'09"4     |
| 3    | Auguste Daumain   | 29'36"2     |
| 4    | Bertrand          | sconosciuto |
| 5-6  | Gingembre         | sconosciuto |
| 5-6  | Louis Trousselier | sconosciuto |
| DNF  | John Henry Lake   | -           |